# Michala Banas
Michala Elizabeth Laurinda Banas, née le 14 novembre 1978 à Wellington (Nouvelle-Zélande), est une actrice et chanteuse de télévision Néo-Zélandaise.

## vie et carrière
Née à Wellington, en Nouvelle-Zélande, elle joue dans sa première publicité à 18 mois. Elle fait sa première performance cinématographique à l'âge de cinq ans, dans le film néo-zélandais Dangerous Orphans. Ses débuts à la télévision australienne est dans le rôle de Louisa dans la minisérie Mirror, Mirror en 1995. 
À partir de 2001, Banas joue Marissa Taylor dans Always Greener et en 2002, elle a joué un petit rôle dans l'adaptation cinématographique Scooby-Doo . 
Banas est une chanteuse accomplie, et en 2003 elle a sorti un single, "Kissin 'The Wind", qui a fait le top 30 du classement des singles de l'Australian Recording Industry Association . 
En 2004, Banas a rejoint le casting de McLeod's Daughters dans le rôle de Kate Manfredi, la meilleure amie de Jodi Fountain McLeod. Elle a joué Kate dans les épisodes 88 à 170. Puis elle prit une courte pause pour revenir plus tard dans l'épisode 177. Il a été annoncé en 2007 qu'elle quitterait McLeod's Daughters dans sa dernière saison. Le dernier épisode de Banas a été diffusé début décembre 2008. 
À partir du 11 novembre 2008, Banas est apparue dans le rôle de Libby Kennedy dans le feuilleton australien Neighbors pendant cinq semaines après que Kym Valentine a été forcé de prendre une pause temporaire en raison d'une maladie. 
En 2009, Banas a remplacé Jo Stanley Fox FM dans The Matt and Jo Show alors que Stanley était en congé maternité. Cette même année, elle est la vedette dans la tournée nationale australienne de la comédie musicale de Broadway, Avenue Q, interprétant les rôles de "Kate Monster" et "Lucy the Slut". Banas était l'un des trois visages célèbres de Proactiv Solution en Australie et en Nouvelle-Zélande. 
Banas a un rôle d'invité en tant que Tiffany Turner dans la série dramatique Winners & Losers, et un rôle de soutien dans le théâtre pour adolescents ABC3 Nowhere Boys en tant que Phoebe. En 2013, Banas a joué dans la série comique ABC Upper Middle Bogan en tant que Amber Wheeler. La série dure trois saisons. 

## Filmographie
| Année | Titre                                       | Rôle           | Remarques     |
| ----- | ------------------------------------------- | -------------- | ------------- |
| 1985  | Orphelins dangereux                         | Anna           |               |
| 2002  | Scooby Doo                                  | Carol          |               |
| 2003  | Ned                                         | Muffy          |               |
| 2010  | The Colours of Home                         | Karen          | Court métrage |
| 2016  | Nulle part les garçons: le livre des ombres | Phoebe Hartley |               |

| Année     | Titre                                  | Rôle             | Remarques                                                    |
| --------- | -------------------------------------- | ---------------- | ------------------------------------------------------------ |
| 1995      | Miroir Miroir                          | Louisa Iredale   | 20 épisodes                                                  |
| 1998      | Coroner d'État                         | Zoe Martin       | Épisode: "Days of Reckoning" Épisode: "Days of Reckoning II" |
| 1999      | Appel de meurtre                       | Kylie McDonald   | Épisode: "Cut & Dried"                                       |
| 1999      | Flipper                                | Karen            | Épisode: "Spring Break"                                      |
| 1999      | Talons bleus                           | Tara Bruckner    | Épisode: "Gagner à tout prix"                                |
| 2000      | Talons bleus                           | Michaela Brady   | Épisode: "Travail des jambes"                                |
| 2000      | The Lost World                         | Renata           | Épisode: "Sélection non naturelle"                           |
| 2000-2001 | Round the Twist                        | Ariel            | 11 épisodes                                                  |
| 2000-2001 | Quelque chose dans l'air               | Angela O'Connor  | 11 épisodes                                                  |
| 2001      | BeastMaster                            | Loriel           | Épisode: "Mydoro"                                            |
| 2001      | The Saddle Club                        | Shoshonna Green  | Épisode: "Star Quality"                                      |
| 2001-2003 | Toujours plus vert                     | Marissa Taylor   | 50 épisodes                                                  |
| 2004-2008 | Les filles de McLeod                   | Kate Manfredi    | 119 épisodes                                                 |
| 2008      | The Mansion                            | Megan McKean     | Épisode: "1.12"                                              |
| 2008      | Voisins                                | Libby Kennedy    | 23 épisodes                                                  |
| 2011-2016 | Gagnants et perdants                   | Tiffany Turner   | 16 épisodes                                                  |
| 2012      | Beaconsfield                           | Caroline Russell | Épisode: "1.1" Épisode: "1.2"                                |
| 2013-2016 | Bogan moyen supérieur                  | Amber Wheeler    | Le rôle principal                                            |
| 2013-2016 | Nulle part les garçons                 | Phoebe Hartley   | Rôle de soutien                                              |
| 2014-2015 | Avez-vous prêté attention?             | Elle-même        | 6 épisodes                                                   |
| 2015      | Les mystères du meurtre de Miss Fisher | Enid             | Saison: "3", Épisode: "6"                                    |
| 2018      | Hughesy, nous avons un problème        | Elle-même        | Problème de célébrité                                        |
| 2018      | Montrez-moi le film!                   | Elle-même        | 1 épisode                                                    |
| 2019      | Obtenez Krack! N                       | Rose Bailey      | 1 épisode                                                    |